# チェ・スジョン
チェ・スジョン（崔 秀宗、ハングル表記：최 수종、1962年12月18日 - ）は、大韓民国の俳優。妻は女優のハ・ヒラ。

## 来歴
ソウル特別市出身。1987年『愛が花咲く樹』でデビュー。ドラマがヒットし、その後、青春スターとして、数々のドラマ・映画に出演した。ペ・ヨンジュンの兄役で主演した1996年放送開始の『初恋』は最高視聴率65.8%を記録した。
転機となったのは、2000年に出演した『太祖王建』でのワン・ゴン役である。彼が歴史上の有名人でもあるワン・ゴンを演じることに、当初視聴者の多くは否定的であった。現代劇のイメージが強く、童顔で二重瞼の風貌がワン・ゴンのイメージとかけ離れているという意見が多かったからである。しかし『太祖王建』は全200話、最高視聴率60.2%を記録する大ヒットドラマとなり、チェ・スジョンは2001年KBS演技大賞の大賞を受賞した。以後、『大祚栄』（テジョヨン）を始め時代劇での主演を務めるようになり、そのいずれもが高視聴率を記録した。

## 出演作品

### テレビドラマ
KBS
- 愛が花咲く樹（1987年）
- ソウル トゥッペギ（1990年）
- 風は吹いても（1995年）
- プロジェクト（1996年）
- 初恋（1996年）　ソン・チャニョク役
- あなたが私を呼ぶとき(1997年)　カン・ボムス役
- 野望の伝説（1998年）
- 恋をしましょう（1999年）
- 人の家（1999年）
- 愛してますか（1999年）
- 太祖王建（2000年）　ワン・ゴン役
- 太陽人 イ・ジェマ　～韓国医学の父～（2002年）　イ・ジェマ役
- あの青い草原の上で（2003年）　チャ・テウン役
- 海神　-Heshin-（2004年）　チャン・ボゴ役
- 大祚榮（2006年）　テ・ジョヨン役
- 新・伝説の故郷-四辰剣の呪い（2008年）
- 戦友 （2010年）
- プレジデント （2010年）
- 大王の夢 （2012年）
- たった一人の私の味方 （2018年）- カン・スイル（キム・ヨンフン）役
- 高麗契丹戦争（2023年） - 姜邯賛役

MBC
- 朝鮮王朝五百年-閑中録（1988年）
- 花嫁の部屋に愛開かれた（1990年）
- 嫉妬（1992年）
- 息子と娘（1992年）
- 最後の恋人（1992年）
- パイロット（1993年）　カン・ミンギ役
- 野望（1993年）
- 熱い川（1994年）
- 花火（1997年）
- 薔薇の戦争（2004年）　パク・スチョル役

### その他のテレビ番組
SBS
- チェ・スジョン・ショー（2004年）
- ザ・スター・ショー（2008年）

### 映画
- 草の葉の愛（1988年）
- あのね、秘密だよ（1990年）
- お前に再び（1991年）
- 星が輝く夜に（1991年）
- 雨上がりの午後が好きですか?（1991年）
- 下の階の女と上の階の男（1992年）
- キスもできない男（1994年）

## 受賞歴
- 1990年　KBS演技大賞　人気賞
- 1991年　KBS演技大賞　人気賞、MBC演技大賞　優秀演技賞、百想芸術大賞　人気賞
- 1992年　MBC演技大賞　最優秀演技賞
- 1993年　MBC演技大賞　最優秀演技賞
- 1994年　百想芸術大賞　人気賞
- 1995年　KBS演技大賞　人気賞
- 1996年　KBS演技大賞　最優秀演技賞
- 1998年　KBS演技大賞　演技大賞
- 1999年　百想芸術大賞　人気賞、第26回韓国放送大賞　タレント部門賞
- 2000年　第1回大韓民国演技大賞　フォトジェニック賞
- 2001年　KBS演技大賞　演技大賞
- 2002年　KBS演技大賞　人気賞
- 2005年　KBS演技大賞　最優秀演技賞
- 2007年　KBS演技大賞　演技大賞及びネチズン賞、文化観光省長官賞、第15回韓国最高人気芸能大賞　放送タレント部門大賞
- 2008年　第35回韓国放送大賞　タレント部門賞、コリア・ドラマ・フェスティバル・アワード　最優秀賞